# Cerro del Venado
Cerro del Venado är ett samhälle i kommunen Luvianos i delstaten Mexiko i Mexiko. Cerro del Venado hade 220 invånare vid folkräkningen år 2020.